# THE AWAKENING
『THE AWAKENING』（ジ・アウェイクニング）は、韓国の女性アイドルグループGFRIENDの4枚目のミニ・アルバムである。

## 概要
- 前作『LOL』から約8ヶ月ぶりのアルバムであり、以前の「清純」コンセプトを「シック」コンセプトに変えて発売する初のアルバムである。[1]
- 北朝鮮・平壌直轄市の「綾羅島5月1日競技場」で2022年の大みそかに開催された「新年慶祝大公演」で、新人歌手のチョン・ホンランが歌った曲「われらをうらやめ」の編曲、具体的には間奏部分のメロディーが、表題曲「FINGERTIP」のイントロと酷似していると指摘された[2][3]。

## 収録曲
| #         | タイトル                                                           | 作詞  | 作曲・編曲 | 時間 |
| --------- | ------------------------------------------------------------------ | ----- | ---------- | ---- |
| 1.        | 「바람의 노래 (Hear The Wind Sing)（→風の歌）」                    |       |            | 3:35 |
| 2.        | 「FINGERTIP」                                                      |       |            | 3:30 |
| 3.        | 「비행운:飛行雲 (Contrail)」                                       |       |            | 3:36 |
| 4.        | 「나의 지구를 지켜줘 (Please Save My Earth)（→私の地球を守って）」 |       |            | 3:11 |
| 5.        | 「봄비 (Rain in the Spring Time)（→春の雨）」                      |       |            | 3:29 |
| 6.        | 「핑 (Crush)（→ピーン）」                                          |       |            | 3:22 |
| 合計時間: | 合計時間:                                                          | 20:43 |            |      |